# 1060
Cette page concerne l'année 1060  du calendrier julien.
L'année 1060 est une année bissextile qui commence un samedi.

## Événements

### Proche-Orient
- 1er janvier : Toghrul-Beg entre à Bagdad et restaure le calife sunnite Al-Qa'im[1].
- 15 janvier : Al-Basasiri est battu et tué près de Koufa par les Seldjoukides[1].
- Juillet : des Bédouins, les Banû Kilâb, entrent dans Alep. Après l'échec d'une dernière expédition en Syrie du Nord (août), les Fatimides leur abandonnent la ville et ils fondent la dynastie mirdasside[2].

### Europe
- Printemps : le Normand Robert Guiscard recommence la guerre contre les Byzantins. En mai, il s'empare de Tarente et de Brindisi, tandis que son frère Mauger bat les Grecs à Oria. Robert Guiscard et son frère Roger marchent ensuite sur la Calabre. Pendant l'été, ils s'emparent de Reggio et de Scilla, possessions de Byzance[3].
- 4 août : début du règne de Philippe Ier, roi de France (fin en 1108), sous la co-régence de sa mère Anne de Kiev et de Baudouin V de Flandre (fin en 1066), beau-frère d’Henri Ier.
- 6 août : Roger de Hauteville reçoit à Mileto une ambassade des chrétiens de Messine qui lui demandent de délivrer leur ville de la domination musulmane[3].
- Septembre - octobre : Roger tente un coup de main contre Messine en Sicile. Rentré à Reggio, il retourne dans les Pouilles à l'annonce de la contre-offensive byzantine[3].
- Octobre : des troupes byzantine de secours débarquent à Bari sous le commandement d'un mérarque. Elles réussissent à battre Robert Guiscard et Mauger et leur reprennent Brindisi, Tarente, Oria et Otrante, puis menacent Melfi, la capitale du comté d'Apulie[4].
- 14 novembre : Geoffroy III le Barbu devient comte d’Anjou (fin en 1065).
- 6 décembre : couronnement de Béla Ier, roi de Hongrie (fin du règne en 1063)[5]. Il monte sur le trône après avoir vaincu son frère André Ier. Il s’emploie à affermir le christianisme.

- Début du règne de Stenkil Ier Ragnvaldsson, roi de Suède. Il fonde la dynastie des Stenkil[6].
- Camarasa est réunie au comté de Barcelone[7].
- Concile de Split à la suite de la séparation des Églises d’Orient et d’Occident. La liturgie en slavon est interdite en Croatie[8]. Une lutte entre les « latins » et les « orientaux » commence.
- Anselme entre à l’abbaye bénédictine du Bec, dirigée par le prieur Lanfranc ; il le remplace en 1063[9].